# Cine de repertorio

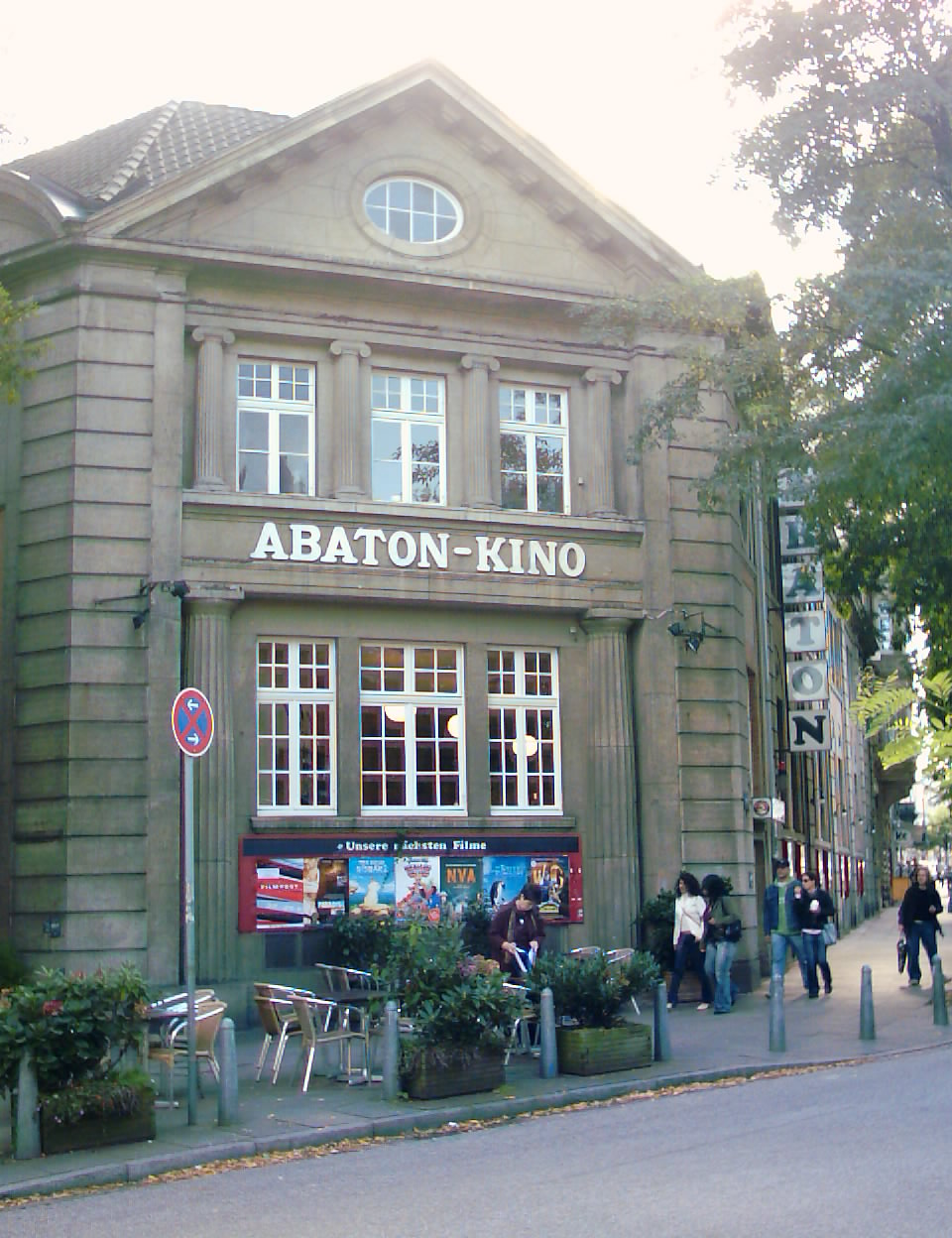
Cine Abaton en Hamburgo, Alemania.

Cine de repertorio, cine artístico, cine de arte o cine "arthouse", es un cine cuya cartelera es constituida por contenidos, donde prevalece el punto de vista artístico o cultural. A diferencia de los cines multiplex (cines multisalas, multicines) que exhiben películas buscando el éxito comercial y se enfocan a éxitos de taquilla o "blockbuster". Normalmente son cines pequeños. Por tratar principalmente con productoras independientes de películas no están sujetos a las cláusulas obligatorias de las grandes compañías.
La primera sala de cine de repertorio fue inaugurada el 7 de noviembre de 1969 en la ciudad de Bremen en Alemania con el Cinema Ostertor, el que ha ganado desde entonces 24 premios para cines de repertorio por el programa sobresaliente de filmes exihibidos otorgado por el Delegado del Gobierno Federal para las Artes y los Medios (Beauftragte der Bundesregierung für Kultur und Medien).
- Datos: Q2112202